# Superliga de voleibol 2019-20
La Superliga Masculina de Voleibol de España 2019-20 (también conocida como SVM o Superliga) es la 56.ª edición de la máxima categoría del voleibol español. Esta edición de la Superliga Masculina de Voleibol consta de dos fases: la liga regular y los Play Offs por el título. El torneo lo organiza la Real Federación Española de Voleibol (RFEVb).

## Sistema de competición
Como en temporadas anteriores, consta de un grupo único integrado por doce clubes de toda la geografía española. Primero, siguiendo un sistema de liga regular, los doce equipos se enfrentan todos contra todos en dos ocasiones, una en campo propio y otra en campo contrario, sumando un total de 22 jornadas. El orden de los encuentros se decide por sorteo antes de empezar la competición. La clasificación final se establece teniendo en cuenta los puntos obtenidos en cada enfrentamiento, a razón de tres por partido ganado con un resultado de 3-1 o 3-0, dos por partido ganado por 3-2, uno por partido perdido por 2-3 y ninguno en caso de perder por 1-3 o 0-3.

### Clasificación para la XLV Copa del Rey
La RFEVB da la posibilidad de clasificarse para la Copa del Rey de Voleibol a los equipos que ocupan las 5 primeras plazas de la clasificación al finalizar la primera vuelta (11 partidos) y al equipo organizador, o en el caso de que no haya a los 6 primeros en la primera vuelta, de participar en la Copa del Rey de Voleibol 2020.

### Clasificación para competiciones continentales
La CEV otorga a la Superliga española 2 plazas de clasificación para competiciones continentales, que se distribuyen de la siguiente forma:
- El campeón de los Play Offs y por lo tanto de la Superliga acceden a disputar la tercera ronda de clasificación a CEV Champions League. En caso de perder, jugaría los sesenta y cuatroavos de final de la CEV Cup.
- El subcampeón de la Superliga accede a disputar los treintaidosavos de final de la Challenge Cup.

Nota: Estas reglas solo son aplicables a la temporada actual, ya que pueden variar de un año a otro. Por lo tanto, no se deben tener en cuenta los casos de temporadas anteriores ni posteriores.

## Equipos participantes

### Equipos por comunidad autónoma
| N.º | Comunidad autónoma         | Equipos                                                 |
| --- | -------------------------- | ------------------------------------------------------- |
| 3   | Islas Baleares             | Club Voleibol Palma, C.V. Manacor y Club Voleibol Ibiza |
| 2   | Comunidad Valenciana       | Club Voleibol L'Illa Grau y Club Voleibol Almoradí      |
| 1   | Aragón                     | Club Voleibol Teruel                                    |
| 1   | Castilla y León            | C.D. Voleibol Río Duero Soria                           |
| 1   | Galicia                    | Arenal Emevé                                            |
| 1   | Andalucía                  | Club Voleibol Almería                                   |
| 1   | Ciudad Autónoma de Melilla | C.V. Melilla                                            |
| 1   | Islas Canarias             | Club Voleibol 7 islas                                   |
| 1   | Cantabria                  | C.D.V. Textil Santanderina                              |

### Ascensos y descensos
Un total de 12 equipos disputan la Superliga: los 10 primeros clasificados de la Superliga masculina de voleibol de España 2018-19 y los dos primeros clasificados de los Play Offs de la Superliga Masculina 2 de voleibol de España 2018-19.
| Pos. | Descendidos de Superliga |
| ---- | ------------------------ |
| 11.º | FCB Voleibol             |
| 12.º | Intasa San Sadurniño     |

| Pos. | Ascendidos de Superliga 2 |
| ---- | ------------------------- |
| 1.º  | Arenal Emevé              |
| 2.º  | Club Voleibol Almoradí    |

### Información de los equipos
| Club                          | Nombre en competición       | Sede                  | Comunidad autónoma   | Entrenador              | Pabellón                                 | Capacidad |
| ----------------------------- | --------------------------- | --------------------- | -------------------- | ----------------------- | ---------------------------------------- | --------- |
| C.V. Melilla                  | C.V. Melilla                | Melilla               | Melilla              | Salim Abdelkader        | Pabellón Javier Imbroda                  | 2.900     |
| Club Voleibol Palma           | Urbia Voley Palma           | Palma de Mallorca     | Islas Baleares       | Marcos Dreyer           | Palacio Municipal de Deportes Son Moix   | 5.076     |
| Club Voleibol Teruel          | CV Teruel                   | Teruel                | Aragón               | Miguel Rivera           | Pabellón Municipal Los Planos            | 4.000     |
| Club Voleibol Emevé           | Arenal Emevé                | Lugo                  | Galicia              | Diego Taboada           | Pabellón Municipal de Lugo               | 2.500     |
| Club Voleibol Almoradí        | Voleibol Almoradí           | Almoradí              | Comunidad Valenciana | Pedro Miralles          | Nuevo Pabellón Ciudad Deportiva Almoradí | 900       |
| C.D. Voleibol Río Duero Soria | Río Duero Soria             | Soria                 | Castilla y León      | Manuel Sevillano        | Pabellón Polideportivo de Los Pajaritos  | 1.200     |
| C.V. Manacor                  | Conecta Balear Manacor      | Manacor               | Islas Baleares       | Jaume Febrer            | Na Capellera                             | 900       |
| C.D.V. Textil Santanderina    | Textil Santanderina         | Cabezón de la Sal     | Cantabria            | José I. Marcos          | Pabellón Municipal Matilde la Torre      | 1.100     |
| Club Voleibol L'Illa Grau     | UBE L'Illa Grau             | Castellón de la Plana | Comunidad Valenciana | Marcelo De Stefano      | Ciutat Esportiva                         | 800       |
| Club Voleibol Almería         | Unicaja Almería             | Almería               | Andalucía            | Manuel Berenguel        | Pabellón Moisés Ruiz                     | 2.000     |
| Club Voleibol Ibiza           | Ushuaïa Ibiza Vóley         | Ibiza                 | Islas Baleares       | Aitor Barreros          | Polideportivo de "Es Viver"              | 400       |
| Club Voleibol 7 islas         | Vecindario ACE Gran Canaria | Vecindario            | Canarias             | Francisco Sánchez Jover | Pabellón Municipal de Santa Lucía        | 1.200     |

| \| Equipo \| Entrenador (jornadas) \| \| ------------------- \| ------------------------------------------------- \| \| Ushuaïa Ibiza Voley \| Piero Molducci (1-11)[1] Aitor Barreros (12-20) \| \| C.V. Manacor \| Jaume Febrer (1-15)[2] Lluís Enric Molada (16-20) \| |                                                |
| Equipo | Entrenador (jornadas)                          |
| Ushuaïa Ibiza Voley | Piero Molducci (1-11) Aitor Barreros (12-20)   |
| C.V. Manacor | Jaume Febrer (1-15) Lluís Enric Molada (16-20) |

| Equipo              | Entrenador (jornadas)                          |
| ------------------- | ---------------------------------------------- |
| Ushuaïa Ibiza Voley | Piero Molducci (1-11) Aitor Barreros (12-20)   |
| C.V. Manacor        | Jaume Febrer (1-15) Lluís Enric Molada (16-20) |

## Clasificación
|                                                                                                  | Equipo                       | Puntos | J  | G3 | G2 | P1 | P0 | SF | SC | PF   | PC   |
| ------------------------------------------------------------------------------------------------ | ---------------------------- | ------ | -- | -- | -- | -- | -- | -- | -- | ---- | ---- |
| 1                                                                                                | Unicaja Costa de Almería     | 54     | 20 | 16 | 3  | 0  | 1  | 58 | 15 | 1763 | 1457 |
| 2                                                                                                | Club Voleibol Teruel         | 49     | 20 | 15 | 1  | 2  | 2  | 54 | 17 | 1702 | 1445 |
| 3                                                                                                | Urbia Vóley Palma            | 42     | 20 | 13 | 0  | 3  | 4  | 45 | 27 | 1683 | 1535 |
| 4                                                                                                | Ushuaïa Ibiza Vóley          | 38     | 20 | 11 | 2  | 1  | 6  | 42 | 29 | 1633 | 1541 |
| 5                                                                                                | Vecindario ACE Gran Canaria  | 36     | 20 | 10 | 2  | 2  | 6  | 44 | 35 | 1809 | 1732 |
| 6                                                                                                | Club Voleibol L'Illa Grau    | 34     | 20 | 10 | 0  | 4  | 6  | 40 | 36 | 1726 | 1709 |
| 7                                                                                                | Arenal Emevé                 | 30     | 20 | 6  | 6  | 0  | 8  | 40 | 38 | 1724 | 1721 |
| 8                                                                                                | C. D. V. Textil Santanderina | 20     | 20 | 5  | 1  | 3  | 11 | 27 | 48 | 1596 | 1755 |
| 9                                                                                                | C. D. V. Río Duero Soria     | 19     | 20 | 4  | 3  | 1  | 12 | 30 | 45 | 1629 | 1702 |
| 10                                                                                               | Conectabalear C. V. Manacor  | 18     | 20 | 4  | 1  | 4  | 11 | 30 | 50 | 1662 | 1802 |
| 11                                                                                               | Club Voleibol Almoradí       | 15     | 20 | 3  | 2  | 2  | 13 | 25 | 52 | 1605 | 1811 |
| 12                                                                                               | C. V. Melilla                | 5      | 20 | 1  | 1  | 0  | 18 | 14 | 57 | 1387 | 1709 |
| Fuente: Federación Española de Voleibol: Clasificación de la Superliga; actualización automática |                              |        |    |    |    |    |    |    |    |      |      |

|  | Juega play-off por el título. |
|  | Desciende a Superliga 2.      |

### Evolución de la clasificación
| Equipo / Jornada      | 01 | 02 | 03 | 04 | 05 | 06 | 07 | 08 | 09 | 10 | 11 | 12 | 13 | 14 | 15 | 16 | 17 | 18 | 19 | 20 | 21 | 22 |
| --------------------- | -- | -- | -- | -- | -- | -- | -- | -- | -- | -- | -- | -- | -- | -- | -- | -- | -- | -- | -- | -- | -- | -- |
| Unicaja Almería       | 1  | 3  | 2  | 1  | 1  | 1  | 1  | 2  | 1  | 3  | 1  | 1  | 1  | 1  | 1  |    |    |    |    | 1  |    |    |
| C.V. Teruel           | 7  | 5  | 4  | 3  | 3  | 3  | 3  | 3  | 2  | 1  | 2  | 3* | 3* | 3* | 2* |    |    |    |    | 2  |    |    |
| Urbia Voley Palma     | 2  | 1  | 3  | 2  | 2  | 2  | 2  | 1  | 3  | 2  | 3  | 2  | 2  | 2  | 3  |    |    |    |    | 3  |    |    |
| Ushuaïa Ibiza Vóley   | 4  | 9  | 10 | 7  | 6  | 7  | 4  | 7  | 5  | 6  | 5  | 5  | 4  | 5  | 4  |    |    |    |    | 4  |    |    |
| Vecindario ACE G.C.   | 3  | 4  | 6  | 9  | 11 | 8  | 8  | 5  | 7  | 5  | 7  | 6  | 7  | 6  | 7  |    |    |    |    | 5  |    |    |
| UBE L'Illa Grau       | 6  | 8  | 5  | 5  | 4  | 5  | 6  | 4  | 6  | 7  | 6  | 7* | 5* | 4* | 5  |    |    |    |    | 6  |    |    |
| Arenal Emevé          | 8  | 11 | 11 | 8  | 7  | 4  | 5  | 6  | 4  | 4  | 4  | 4  | 6* | 7* | 6* |    |    |    |    | 7  |    |    |
| Textil Santanderina   | 5  | 2  | 1  | 4  | 5  | 6  | 7  | 9  | 9  | 9  | 10 | 10 | 8  | 8  | 9  |    |    |    |    | 8  |    |    |
| Río Duero Soria       | 10 | 6  | 7  | 10 | 10 | 9  | 10 | 10 | 10 | 10 | 9  | 9  | 11 | 9  | 8  |    |    |    |    | 9  |    |    |
| ConectaBalear Manacor | 11 | 7  | 9  | 6  | 8  | 10 | 9  | 8  | 8  | 8  | 8  | 8  | 9  | 10 | 10 |    |    |    |    | 10 |    |    |
| Voleibol Almoradí     | 9  | 10 | 8  | 11 | 9  | 11 | 11 | 11 | 11 | 11 | 11 | 11 | 10 | 11 | 11 |    |    |    |    | 11 |    |    |
| CV Melilla            | 12 | 12 | 12 | 12 | 12 | 12 | 12 | 12 | 12 | 12 | 12 | 12 | 12 | 12 | 12 |    |    |    |    | 12 |    |    |

|  | Juega play-off por el título. |
|  | Desciende a Superliga 2.      |

X* Con uno o más partidos disputados menos por la coincidencia con el Preolímpico

## Play-off
Los Play Offs de la Superliga Masculina de Voleibol 2019-20 se disputan en tres fases de cuartos de final hasta la gran final entre los 8 primeros clasificados en la fase regular. Así mismo, se enfrentan el primero clasificado contra el octavo, el segundo contra el séptimo, el tercero contra el sexto y el cuarto contra el quinto, todas estas eliminatorias al mejor de tres partidos. Quienes consigan dos victorias, se enfrentarán en una ronda de semifinales hasta alcanzar otras dos victorias, es decir, al mejor de tres partidos. La distribución sería entre el ganador del primer partido contra el de la tercera eliminatoria; además del ganador del segundo contra el del cuarto. Los equipos que sobrevivan a ambas eliminatorias, serán los que jueguen entre ellos la final para alzarse con el título.
Esta fase del K.O se disputará en un periodo comprendido entre el 28 de febrero y el 10 de mayo de 2020, dependiendo de cuanto se alargue cada eliminatoria.
- Los partidos deberán disputarse en días consecutivos salvo acuerdo de ambos equipos.
- En todo caso entre el inicio de cada encuentro deberá transcurrir un mínimo de 18 horas, salvo acuerdo mutuo o por TV. En caso de que no se juegue el 5.º partido de la eliminatoria de semifinales, se habilitará también el viernes para disputar el primer partido.

|  | Semifinales | Semifinales | Semifinales | Semifinales | Semifinales | Semifinales | Semifinales |  |  | Final | Final | Final | Final | Final | Final | Final |  |
|  |             |             |             |             |             |             |             |  |  |       |       |       |       |       |       |       |  |
|  |             |             |             |             |             |             |             |  |  |       |       |       |       |       |       |       |  |
|  |             |             |             |             |             |             |             |  |  |       |       |       |       |       |       |       |  |
|  |             |             |             |             |             |             |             |  |  |       |       |       |       |       |       |       |  |
|  |             |             |             |             |             |             |             |  |  |       |       |       |       |       |       |       |  |
|  |             |             |             |             |             |             |             |  |  |       |       |       |       |       |       |       |  |
|  |             |             |             |             |             |             |             |  |  |       |       |       |       |       |       |       |  |
|  |             |             |             |             |             |             |             |  |  |       |       |       |       |       |       |       |  |
|  |             |             |             |             |             |             |             |  |  |       |       |       |       |       |       |       |  |
|  |             |             |             |             |             |             |             |  |  |       |       |       |       |       |       |       |  |
|  |             |             |             |             |             |             |             |  |  |       |       |       |       |       |       |       |  |
|  |             |             |             |             |             |             |             |  |  |       |       |       |       |       |       |       |  |
|  |             |             |             |             |             |             |             |  |  |       |       |       |       |       |       |       |  |

## Estadísticas

### Mejor Jugador de la Jornada (MVP)
La Real Federación Española de Voleibol entrega unos premios cada jornada al mejor jugador, a los mejores de la jornada y al mejor entrenadores.
| Jornada | MVP                  | Equipo                     | Ref. |
| ------- | -------------------- | -------------------------- | ---- |
| 1       | Gerard Osorio        | Urbia Voley Palma          |      |
| 2       | Esteban Villarreal   | Río Duero Soria            |      |
| 3       | Andy Rojas           | Textil Santanderina        |      |
| 4       | Ángel Rodríguez      | ConectaBalear Manacor      |      |
| 5       | Pablo Kukarstev      | Unicaja Costa de Almería   |      |
| 6       | Carlos Jiménez       | Urbia Voley Palma          |      |
| 7       | Javier Monfort       | Vecindario ACE GC          |      |
| 8       | Matthew Knigge       | Arenal Emevé               |      |
| 9       | Ángel Rodríguez      | ConectaBalear Manacor      |      |
| 10      | Pablo Kukarstev      | Unicaja Costa de Almería   |      |
| 11      | Wallaf de Oliveira   | Ushuaïa Ibiza Voley        |      |
| 12      | Matthew Knigge       | Arenal Emevé               |      |
| 13      | Oleksander Gryuk     | C.D.V. Textil Santanderina |      |
| 14      | Gerard Osorio        | Urbia Voley Palma          |      |
| 15      | Filip Gavenda        | Club Voleibol Teruel       |      |
| 16      | Moisés Cezar         | Vecindario ACE GC          |      |
| 17      | Bandera de ?         |                            |      |
| 18      | Bandera de ?         |                            |      |
| 19      | Pablo Kukarstev      | Unicaja Costa de Almería   |      |
| 20      | Jean Pascal Diedhiou | Unicaja Costa de Almería   |      |
| 21      | Bandera de ?         |                            |      |
| 22      | Bandera de ?         |                            |      |